# Estação Lago

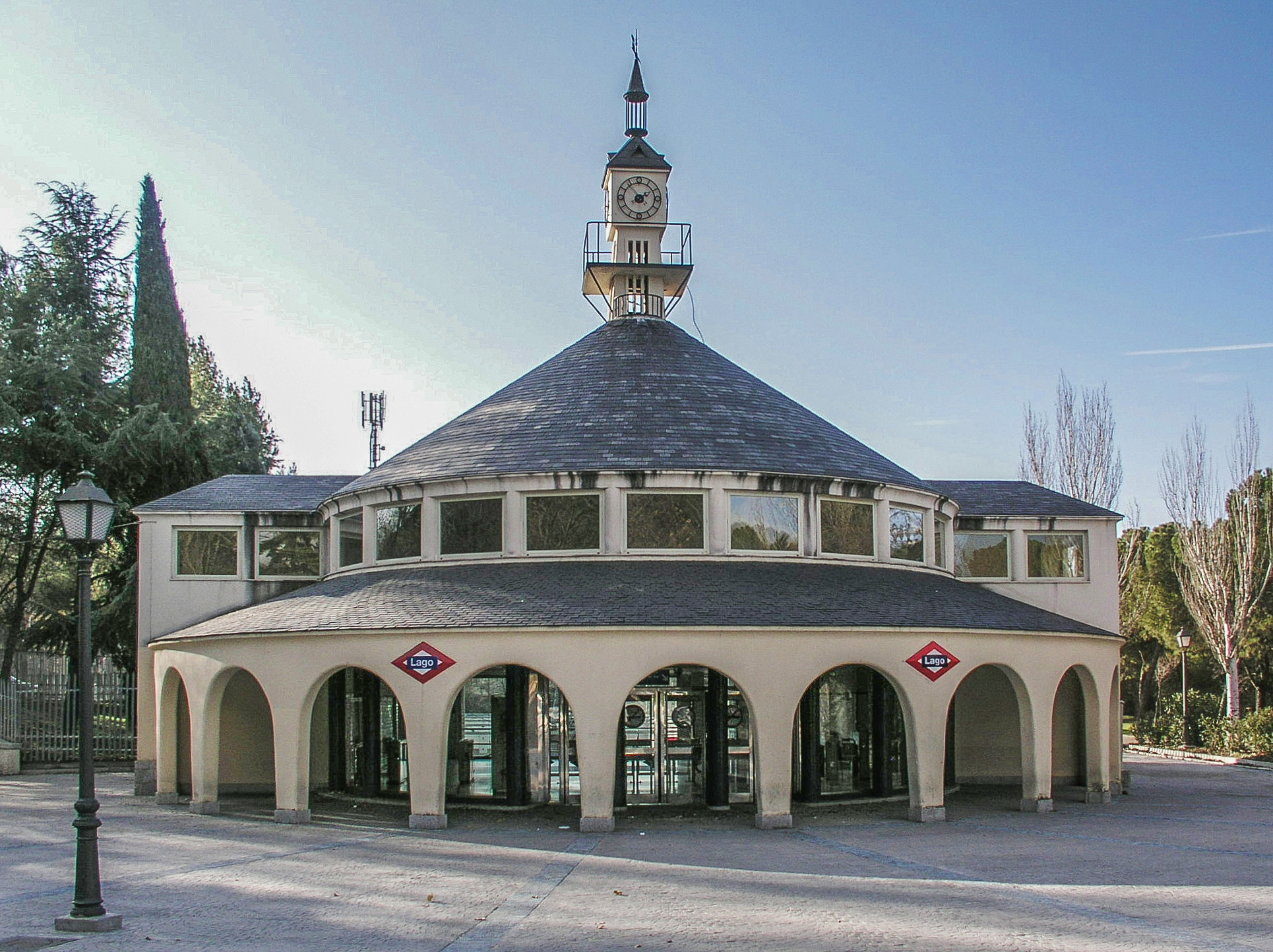
Estação Lago, (2006).

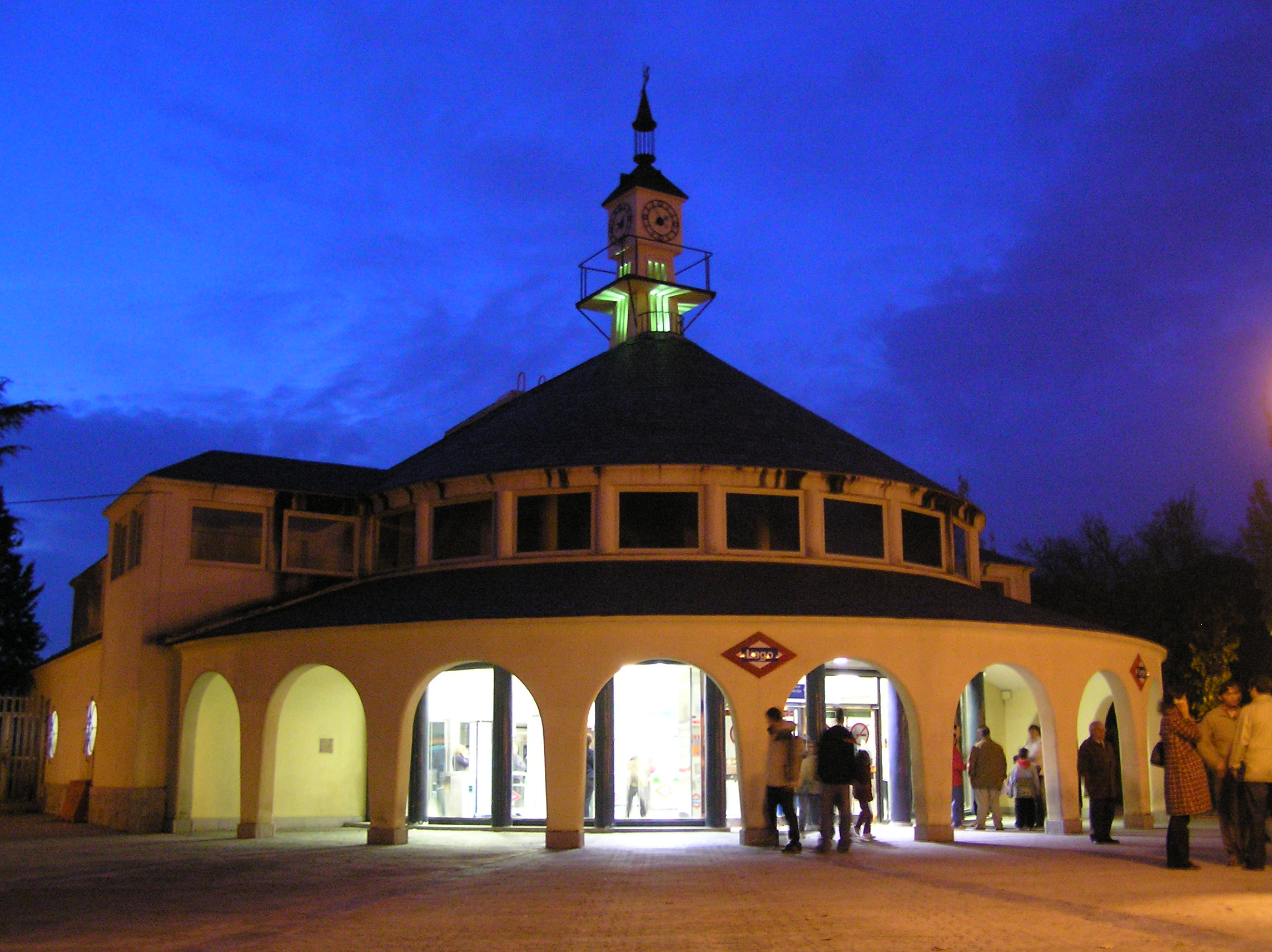
Estação Lago, a noite.

Lago é a estação da Linha 10 do Metro de Madrid, localizada no bairro Casa de Campo.

## História
A estação foi construída na superfície sendo parcialmente afundada em relação ao nível do solo, visto que na direção norte a linha entra em um túnel e ao sul circula ao nível do solo. Originalmente a estação pertencia F.C. Suburbano de Carabanchel a Chamartín de la Rosa. A estação metroviária foi inaugurada por Francisco Franco em 4 de fevereiro de 1961.